# Dandy Livingstone
Robert Livingstone Thompson (Kingston, 14 de diciembre de 1943), mejor conocido bajo el nombre de Dandy Livingstone, es un músico jamaicano, parte de la movida ska y reggae. Es autor de hits como "Suzanne Beware of the Devil" y "A Message To You Rudy".

## Biografía
A la edad de 15 años, Livingstone se mudó al Reino Unido. Su primer disco fue lanzado sin que él lo supiera. Cuando un sello londinense buscaba un dúo de vocalistas jamaicanos, Dandy se postuló grabando su propia voz a dos bandas, lanzando el disco bajo el nombre de Sugar & Dandy. Uno de los sencillos de este disco "What a Life", vendió 25.000 copias, lo que significó el primer hit de Livingstone. Cuando necesitaba hacer presentaciones en vivo, Roy Smith hacía la segunda voz del dúo, hasta que fue remplazado por Tito "Sugar" Simone.
En 1967, Livingstone firmó con Ska Beat Records, sello con el que grabó su primer disco al año siguiente: "Rocksteady with Dandy". Su single de "A Message to You Rudy" fue top 50 en el Reino Unido y con el tiempo se convertiría en un clásico del ska, grabado por bandas legendarias como los ingleses The Specials o los argentinos Los Fabulosos Cadillacs.
En 1968 Livingstone formó un dúo con Audrey Hall (Dandy & Audrey). Sus producciones de otros artistas incluyeron a "The Marvels" con su álbum debut, y los trabajos de Nicky Thomas ("Suzanne Beware of The Devil") y Tony Tribe ("Red Red Wine").
En esa misma época, Dandy trabajó con el trombonista, Rico Rodríguez, quien tocó más tarde con The Specials, con los que hicieron el famoso cover de "Rudy" que hizo reconocida a la canción en 1979.
Livingstone firmó en 1968 con el sello Trojan Records, lanzando dos discos: "Follow That Donkey" y "Dandy Returns". A comienzos de los 70s, Livingstone volvió a su Jamaica natal, donde vivió hasta 1973. Ese mismo año, resurgió con el sencillo "Black Star" y su álbum Conscious. 
La movida 2-Tone en Gran Bretaña a finales de los 70s dio un segundo aire a este maestro del ska.

## Discografía
- Rocksteady with Dandy (1967, Giant)
- Follow That Donkey (1968, Trojan)
- Dandy Returns (1968, Trojan)
- Let's Catch the Beat (1969, Trojan)
- Your Musical Doctor (1969, Downtown/Trojan)
- I Need You (1969, Ska Beat) (Dandy & Audrey)
- Morning Side of the Mountain (1970) (Dandy & Audrey)
- Dandy Livingstone (1972, Trojan)
- Conscious (1973, Mooncrest)
- Home From Home (1976, Charisma)
- The South African Experience (1978, Night Owl)
- Doo Wop Style (¿?)
- Suzanne Beware of The Devil: The Best of Dandy Livingstone (2002, Trojan) (compilation)
- Let's Catch The Beat: The Music that Launched The Legend (2003) Trojan (compilation) - Dandy and the Brother Dan All Stars